# World Series 1961
Le World Series 1961 sono state la 58ª edizione della serie di finale della Major League Baseball al meglio delle sette partite tra i campioni della National League (NL) 1961, i Cincinnati Reds, e quelli della American League (AL), i New York Yankees. A vincere il loro diciannovesimo titolo furono gli Yankees per quattro gare a una.
La stagione regolare era stata contraddistinta dagli "M&M" boys, Roger Maris e Mickey Mantle degli Yankees, che avevano passato l'estate a sfidarsi per superare il record di 60 fuoricampo di Babe Ruth stabilito nel 1927. Mantle concluse con 54 mentre Maris stabilì il nuovo primato di 61 l'ultimo giorno della stagione. Come MVP delle World Series fu premiato il lanciatore mancino Whitey Ford, che vinse due gare, lanciando 14 inning senza subire punti.

## Sommario
New York ha vinto la serie, 4-1.
| Gara | Data      | Risultato                                  | Stadio         | Tempo | Pubblico |
| ---- | --------- | ------------------------------------------ | -------------- | ----- | -------- |
| 1    | 4 ottobre | Cincinnati Reds – 0, New York Yankees – 2  | Yankee Stadium | 2:11  | 62.397   |
| 2    | 5 ottobre | Cincinnati Reds – 6, New York Yankees – 2  | Yankee Stadium | 2:43  | 63.083   |
| 3    | 7 ottobre | New York Yankees – 3, Cincinnati Reds – 2  | Crosley Field  | 2:15  | 32.589   |
| 4    | 8 ottobre | New York Yankees – 7, Cincinnati Reds – 0  | Crosley Field  | 2:27  | 32.589   |
| 5    | 9 ottobre | New York Yankees – 13, Cincinnati Reds – 5 | Crosley Field  | 3:05  | 32.589   |

## Hall of Famer coinvolti
- Umpire: Jocko Conlan
- Yankees: Yogi Berra, Whitey Ford, Mickey Mantle
- Reds: Frank Robinson